# 태풍 종다리 (2018년)
태풍 종다리는 2018년 7월 말부터 8월 초까지 일본과 중국 동부에 영향을 미친 강력하고 수명이 길며 불규칙한 열대 저기압이다. 7월 24일 오키노토리 암초 인근에서 2018년 태풍 시즌 12번째 폭풍으로 형성된 종다리는 점차 강화되어 7월 26일 네 번째 태풍으로 발전했다. 상층저층과 아열대 능선의 영향으로 종다리는 다음 날 일본 남동쪽에서 시계 반대 방향으로 보기 드문 태풍을 몰아쳤다. 그 당시에도 최고 강도에 도달했다. 태풍은 7월 29일 초 일본 미에현 기이반도에 상륙했다.
종다리는 1951년 이후 서쪽 방향으로 혼슈에 접근한 4개의 태평양 열대 저기압 중 하나이다. 나머지는 1966년 태풍 비올라, 1983년 열대성 폭풍 벤, 2016년 태풍 라이언록이었다.

## 같이 보기
- 태풍 담레이 (2012년)
- 허리케인 샌디
- 태풍 노루 (2017년)
- 2018년 동아시아 폭염